# Locustacarus masoni
Locustacarus masoni är en spindeldjursart som beskrevs av Robert W. Husband 1974. Locustacarus masoni ingår i släktet Locustacarus och familjen Podapolipidae. Inga underarter finns listade i Catalogue of Life.